# Східна пума
Східна пума (Puma concolor couguar або Felis concolor couguar) — підвид пуми, який існував на північному сході США та Канади. З січня 2018 року офіційно визнаний вимерлим.

## Статус популяції й охорона
У США східну пуму виключили зі списку диких тварин, що перебувають під загрозою зникнення, та визнали вимерлою. Згідно з документом, опублікованим у щоденному журналі уряду США, за хижаком спостерігали з 1938 року, і на даний момент немає доказів існування непоміченої популяції або поодиноких представників цього підвиду.

## Генетичні дослідження
У 20 році група студентів та випускників Університету штату Пенсильванія сформувала дослідницьку групу для секвенування генів мітохондріальної ДНК цього зниклого підвиду. Проект Nittany Lion використав зразки збереженої шкіри східної пуми щоб отримати ДНК для подальшого було отримано для п'яти з шести зразків.